# Europese weg 804
De Europese Weg 804 of E804 is een weg die uitsluitend door Spanje loopt.
Deze weg die begint in Bilbao (aansluiting E70), loopt via de Spaanse A-68P Autopista Vasco-aragonesa en A-68 Autovía del Ebro, langs Miranda de Ebro alwaar de E5 en E80 worden gekruist om vervolgens in Zaragoza te eindigen (aansluiting E7 en E90).

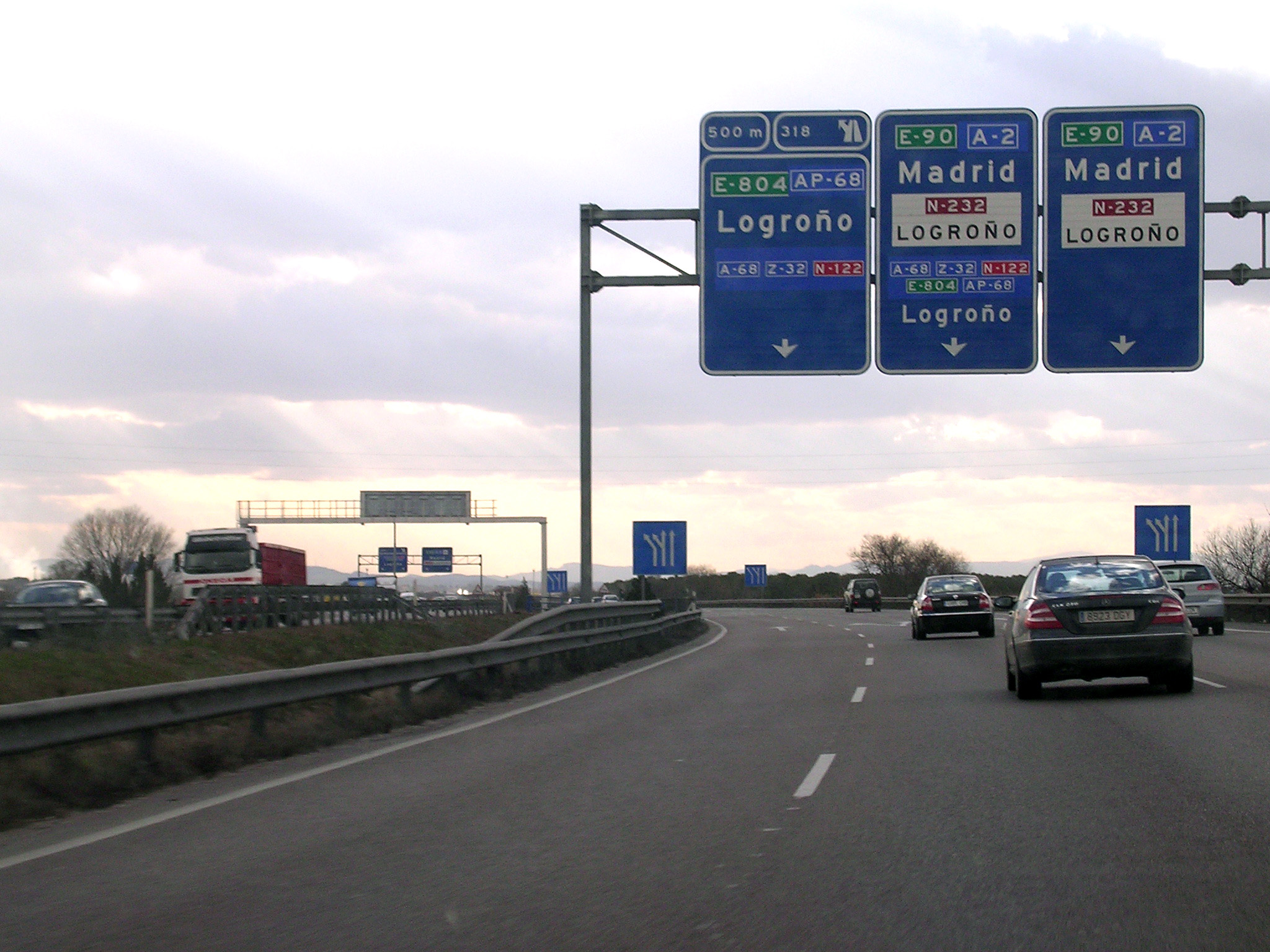
Begin van E804 vanaf E90 bij Zaragoza